# 한국방송공사 웹드라마
한국방송공사 웹드라마는 네이버TV나 다음 tv팟에 공개된 드라마를 말하며, 이 중 일부는 KBS 웹드라마 스페셜로 방영되었다.

## 작품 목록

### 2013년
- 《낯선하루》: 2013년 11월 11일 ~ 2013년 11월 13일
- 《무한동력》: 2013년 11월 12일 ~ 2013년 11월 28일

### 2014년
- 《후유증》: 2014년 1월 5일 (시즌 1), 2014년 1월 12일 (시즌 2)
- 《출중한 여자》: 2014년 8월 25일
- 《썸남썸녀》: 2014년 8월 27일 ~
- 《꿈꾸는 대표님》: 2014년 10월 27일
- 《러브 인 메모리 2 - 아빠의 노트》: 2014년 10월 27일
- 《그리다, 봄》: 2014년 10월 29일
- 《간서치열전》: 2014년 10월 13일 ~ 2014년 10월 19일 (KBS 드라마 스페셜로 방영)

### 2015년
- 《어바웃 러브》: 2015년 3월 2일 (KBS 웹드라마 스페셜로 방영)
- 《프린스의 왕자》: 2015년 6월 8일 ~ 2015년 6월 19일 (KBS 웹드라마 스페셜로 방영)
- 《로맨스 블루》: 2015년 6월 17일 ~ 2015년 6월 26일
- 《모모살롱》: 2015년 9월 2일 (KBS 웹드라마 스페셜로 방영)
- 《9초, 영원의 시간》: 2015년 9월 30일 ~ 2015년 10월 3일 (KBS 웹드라마 스페셜로 방영)
- 《아부쟁이 얍!》: 2015년 11월 2일 ~ 2015년 11월 16일 (KBS 웹드라마 스페셜로 방영)
- 《미싱코리아》: 2015년 11월 3일 ~ 2015년 11월 12일 (KBS 웹드라마 스페셜로 방영)
- 《연애탐정 셜록K》: 2015년 11월 11일 ~ 2015년 11월 20일 (KBS 웹드라마 스페셜로 방영)

### 2016년
- 《아버지와 딸》: 2016년 2월 26일
- 《뷰티마스터》: 2016년 3월 9일 ~ 2016년 3월 10일
- 《빨간 목도리》: 2016년 6월 22일